# Aniceto León Garre
Aniceto León Garre (Torrepacheco, Múrcia, 1901 - Barcelona, 1980). fou mestre, llicenciat i catedràtic d'institut de batxillerat.

## Biografia
El 1919 obtingué la titulació de Mestre de Primera Ensenyança a l'Escola de Magisteri de Múrcia. El 1927 es llicencià en Ciències, Secció de Química, a la Universitat de Madrid. Dos anys més tard supera les oposicions de catedràtic d'institut a la plaça d'Agricultura i terminologia científica, industrial i artística de l'Institut de 2a Ensenyança de Manresa.
El 1931 es casa amb la manresana Lluïsa Morera.
Fou secretari i director de l'institut manresà. La seva gestió rebé algunes crítiques pel fet de no impulsar la utilització del català a les classes d'aquest centre educatiu. El 1932 és destinat a dirigir un institut nou a Granada que portaria el nom d'"Ángel Ganivet".
Home d'idees liberals i democràtiques, formà part de la Junta de Govern Provisional de Manresa al proclamar-se la República el 14 d'abril de 1931.
El 1936 tornà a Manresa on fou, durant la guerra, comissari-director de l'Institut manresà. Com a tal, depurà a nombrosos estudiants pel fet de considerar-los de famílies poc addictes a la república i a la revolució, motiu pel qual foren expulsats de l'Institut.
Cal ressenyar també la seva tasca com a secretari de la Junta de Defensa Passiva Civil de la ciutat – tot treballant en previsió dels efectes que els bombardeigs aeris podien ocasionar-, secretari de l'institut català del mateix ram a Barcelona (març de 1938) i inspector d'aprovisionament de la Subsecretaria d'Armament (juny de 1938).
El febrer de 1939 s'exilià cap a França. De París, va marxar amb la família cap a la República Dominicana l'octubre de 1939. Allà va ocupar diversos càrrecs a la Secretaria d'Estat d'Educació i Belles Arts i a la d'Agricultura fins al 1948 que va tornar cap a Espanya.
El 1951 es trasllada a Barcelona alhora que és readmès al cos de Catedràtics. Mentre no es produí llur rehabilitació treballà a les editorials Seix Barral i Salvat. Després de treballar a l'institut de Tarragona i al "Ausías March" i al "Jaume Balmes" de Barcelona d'on fou cap d'estudis i director, va jubilar-se l'any 1971.
Va publicar diversos llibres i articles majoritàriament sobre agricultura.